# Ragnar Woxén
Ragnar Woxén, född den 18 mars 1905 i Össeby-Garns församling, Stockholms län, död den 10 augusti 1994 i Stockholm, var en svensk ingenjör och forskare inom maskinteknik.

## Biografi
Woxén blev civilingenjör vid Kungliga Tekniska högskolan (KTH) 1928 och disputerade för doktorsgrad 1932]ä på en doktorsavhandling om livslängden hos verktyg för svarvar. Han var professor i mekanisk teknologi vid KTH 1937–1964 och KTH:s rektor 1943–1964, därefter generaldirektör vid Utrustningsnämnden för universitet och högskolor 1964–1971. Han deltog som KTH-rektor aktivt i arbetet med att bygga upp Lunds tekniska högskola och senare Linköpings tekniska högskola. Woxén promoverades till jubeldoktor vid KTH 1983, den första i landet av tekniska doktorer, samtidigt med Håkan Sterky, som dock hade disputerat året efter Woxén. Woxén blev också hedersdoktor i Helsingfors 1949, i Trondheim 1960 och i Lund 1986. Han invaldes som ledamot av Ingenjörsvetenskapsakademien 1944 och av Akademiet for de Tekniske Videnskaber i Köpenhamn 1949.
Ragnar Woxén var gift tre gånger, första gången 1929 med Greta Westberg, den första kvinnliga civilingenjören i Sverige, som liksom maken avlade examen 1928.